# Округ Коскијаско (Индијана)
Коскијаско (енгл. Kosciusko County) је округ у америчкој савезној држави Индијана.

## Демографија
По попису из 2010. године број становника је 77.358, што је 3.301 (4,5%) становника више него 2000. године.
| Група             | 2000.          | 2010.          |
| Белци             | 68.816 (92,9%) | 69.531 (89,9%) |
| Афроамериканци    | 445 (0,6%)     | 572 (0,7%)     |
| Азијати           | 410 (0,6%)     | 650 (0,8%)     |
| Хиспаноамериканци | 3.722 (5,0%)   | 5.634 (7,3%)   |
| Укупно            | 74.057         | 77.358         |